# Лисецький район
Лисецький район — колишній район у складі Станіславської області УРСР. Центром району було селище Лисець.

## Історія
17 січня 1940 року Станіславський повіт було розділено на 5 районів. До Лисецького району відійшли села ґмін Лисєц і Чернєюв.
Першим секретарем райкому компартії був призначений Ю. П. Даниленко, до того — зав. оргінструкторським відділом райкому Покровського району Дніпропетровської області.
У 1945 р. першим секретарем був Седлєр, другим — Николаєнко Іван Юхимович (убитий 3.11.45), головою райвиконкому — Бражиненко. Чисельність репресивних органів: РВ НКВС — 12 осіб, РВ НКДБ — 8 осіб, гарнізон — 20 осіб.
Станом на 1 вересня 1946 року площа району становила 200 км², 1 селищна рада, сільських рад — 15.
За даними облуправління МГБ у 1949 р. в Лисецькому районі підпілля ОУН найактивнішим було в селах Тисменичани і Черніїв. Підпілля ОУН активно діяло до 1951 року.
12 травня 1950 р. райвиконком ухвалив рішення про ліквідацію сільради в селі Посіч. На 22.01.1955 в районі залишилось 11 сільрад.
9 березня 1960 р. Станіславський облвиконком ухвалив рішення про приєднання Стебницької сільради до Старолисецької, а Чукалівської — до Опришовецької.
30 грудня 1962 р. район ліквідовано з включенням до Богородчанського району.

## Адміністративний поділ станом на 1 вересня 1946 року[8]
- Лисецька селищна рада
  - селище Лисець
- Братковецька сільська рада
  - село Братківці
- Драгомірчанська сільська рада
  - село Драгомірчани
- Заберезька сільська рада
  - село Забережжя
- Іваниківська сільська рада
  - село Іваниківка
- Криховецька сільська рада
  - село Крихівці
- Опришовецька сільська рада
  - село Опришівці
- Посічанська сільська рада
  - село Посіч
  - хутір Майдан
- Радчанська сільська рада
  - село Радча
- Старолисецька сільська рада
  - село Старий Лисець
- Тисменичанська сільська рада
  - село Тисменичани
- Хом'яківська сільська рада
  - село Хом'яківка
- Хриплинська сільська рада
  - село Хриплин
- Черніївська сільська рада
  - село Черніїв
- Чукалівська сільська рада
  - село Чукалівка